# Biermont
Biermont és un municipi francès, situat al departament de l'Oise i a la regió dels Alts de França. L'any 2007 tenia 156 habitants.

## Demografia

### Població
El 2007 la població de fet de Biermont era de 156 persones. Hi havia 59 famílies de les quals 11 eren unipersonals (4 homes vivint sols i 7 dones vivint soles), 7 parelles sense fills, 30 parelles amb fills i 11 famílies monoparentals amb fills.
La població ha evolucionat segons el següent gràfic:
Habitants censats

### Habitatges
El 2007 hi havia 67 habitatges, 57 eren l'habitatge principal de la família, 1 era una segona residència i 9 estaven desocupats. Tots els 67 habitatges eren cases. Dels 57 habitatges principals, 52 estaven ocupats pels seus propietaris, 3 estaven llogats i ocupats pels llogaters i 3 estaven cedits a títol gratuït; 3 tenien dues cambres, 6 en tenien tres, 13 en tenien quatre i 35 en tenien cinc o més. 45 habitatges disposaven pel capbaix d'una plaça de pàrquing. A 24 habitatges hi havia un automòbil i a 32 n'hi havia dos o més.

### Piràmide de població
La piràmide de població per edats i sexe el 2009 era:
| Homes | Edats   | Dones |
| ----- | ------- | ----- |
| 0     | 95 o +  | 0     |
| 0     | 90 a 94 | 0     |
| 8     | 85 a 89 | 0     |
| 0     | 80 a 84 | 0     |
| 0     | 75 a 79 | 4     |
| 0     | 70 a 74 | 0     |
| 0     | 65 a 69 | 0     |
| 4     | 60 a 64 | 8     |
| 8     | 55 a 59 | 0     |
| 0     | 50 a 54 | 8     |
| 4     | 45 a 49 | 4     |
| 12    | 40 a 44 | 0     |
| 0     | 35 a 39 | 8     |
| 16    | 30 a 34 | 0     |
| 4     | 25 a 29 | 12    |
| 4     | 20 a 24 | 0     |
| 4     | 15 a 19 | 8     |
| 4     | 10 a 14 | 16    |
| 4     | 5 a 9   | 8     |
| 8     | 0 a 4   | 0     |

## Economia
El 2007 la població en edat de treballar era de 100 persones, 81 eren actives i 19 eren inactives. De les 81 persones actives 77 estaven ocupades (43 homes i 34 dones) i 4 estaven aturades (2 homes i 2 dones). De les 19 persones inactives 6 estaven jubilades, 6 estaven estudiant i 7 estaven classificades com a «altres inactius».

### Ingressos
El 2009 a Biermont hi havia 62 unitats fiscals que integraven 169 persones, la mediana anual d'ingressos fiscals per persona era de 19.049 €.

### Activitats econòmiques
Dels 2 establiments que hi havia el 2007, 1 era d'una empresa de construcció i 1 d'una empresa de transport.
L'any 2000 a Biermont hi havia 7 explotacions agrícoles que ocupaven un total de 658 hectàrees.

## Equipaments sanitaris i escolars
El 2009 hi havia una escola elemental integrada dins d'un grup escolar amb les comunes properes formant una escola dispersa.

## Poblacions més properes
El següent diagrama mostra les poblacions més properes.